# 외돌괴 할망
《외돌괴 할망》은 1981년 9월 12일에 방영된 추석특집 TV문학관이다. 추석특집으로 2시간 50분 분량으로 제작된 관계로 TV문학관(1기) 중 유이하게 1부와 2부로 나눠서 방영되었다. 다른 나머지 하나는 1981년 신년특집으로 방영된 청춘극장이다.

## 출연
- 여운계
- 김순철
- 정윤희
- 서인석
- 문오장
- 백수련
- 안대용
- 서우림
- 이종만
- 사미자
- 이성웅
- 김인문
- 이병철
- 최창호
- 방숙례
- 유동근
- 이경표
- 김영순
- 장희진
- 김효진
- 박선희
- 고희준
- 한혜경
- 홍요섭
- 이한나
- 김진오
- 김영철
- 기정수
- 유병준
- 조인표